# Top 14 2011-12
La temporada 2011-2012 del Top 14 francés es una competición de clubes de rugby union que es operado por la Ligue Nationale de Rugby. La temporada inició el 26 de agosto del 2011 y terminará el 9 de junio del 2012 con la final que se jugará en el Stade de France.
Hay dos nuevos clubes para esta temporada: Lyon y Bordeaux Bègles que ascendieron a la Top 14 esta temporada y que reemplazaron a La Rochelle y a Bourgoin que quedaron en los últimos 2 lugares de la temporada regular, lo que les significó el descenso. El campeón defensor es Toulouse, que venció a Montpellier en la final de la temporada pasada.

## Equipos
| Equipo          | Estadio                         | Capacidad | Ciudad           |
| --------------- | ------------------------------- | --------- | ---------------- |
| Agen            | Stade Armandie                  | 14.000    | Agen             |
| Bayonne         | Stade Jean-Dauger               | 16.934    | Bayona           |
| Biarritz        | Parc des Sports Aguiléra        | 15.000    | Biarritz         |
| Bordeaux Bègles | Stade André Moga                | 9.088     | Burdeos          |
| Brive           | Stade Amédée-Domenech           | 15.000    | Brive            |
| Castres         | Stade Pierre-Antoine            | 11.500    | Castres          |
| Clermont        | Parc des Sports Marcel-Michelin | 16.334    | Clermont-Ferrand |
| Lyon            | Matmut Stadium                  | 8.000     | Lyon             |
| Montpellier     | Stade Yves-du-Manoir            | 15.000    | Montpellier      |
| Perpignan       | Stade Aimé-Giral                | 16.593    | Perpiñán         |
| Racing Metro    | Stade Olympique de Colombes     | 14.000    | Colombes, París  |
| Stade Français  | Stade Charléty                  | 20.000    | París            |
| Toulon          | Stade Mayol                     | 13.700    | Tolón            |
| Toulouse        | Stade Ernest-Wallon             | 19.500    | Toulouse         |

## Tabla de posiciones
| \| Top 14 (2011-2012) \| |                 |         |           |         |          |       |        |
|                          | Equipo          | Jugados | Victorias | Empates | Derrotas | Bonus | Puntos |
| 1                        | Toulouse        | 26      | 19        | 1       | 6        | 9     | 87     |
| 2                        | Clermont        | 26      | 19        | 2       | 5        | 7     | 87     |
| 3                        | Toulon          | 26      | 14        | 5       | 7        | 7     | 73     |
| 4                        | Castres         | 26      | 14        | 4       | 8        | 5     | 69     |
| 5                        | Montpellier     | 26      | 14        | 1       | 11       | 9     | 67     |
| 6                        | Racing Métro    | 26      | 13        | 1       | 12       | 10    | 64     |
| 7                        | Stade Français  | 26      | 11        | 2       | 13       | 10    | 58     |
| 8                        | Bordeaux Bègles | 26      | 12        | 0       | 14       | 5     | 53     |
| 9                        | Biarritz        | 26      | 10        | 2       | 14       | 8     | 52     |
| 10                       | Agen            | 26      | 12        | 1       | 13       | 2     | 52     |
| 11                       | Perpignan       | 26      | 9         | 2       | 15       | 9     | 49     |
| 12                       | Bayonne         | 26      | 9         | 3       | 14       | 6     | 48     |
| 13                       | Brive           | 26      | 7         | 1       | 18       | 12    | 42     |
| 14                       | Lyon            | 26      | 5         | 3       | 18       | 5     | 31     |
| Top 14 (2011-2012)       |                 |         |           |         |          |       |        |

| Top 14 (2011-2012) |

| Significado de los colores | Significado de los colores                                                      |
| -------------------------- | ------------------------------------------------------------------------------- |
|                            | Equipos que califican directamente a semifinales y a la Copa Heineken 2012-2013 |
|                            | Equipos que califican a los cuartos de final y a la Copa Heineken 2012-2013     |
|                            | Equipos que descienden a la Rugby Pro D2.                                       |

## Play-offs
|  | Cuartos de final | Cuartos de final |             |    | Finales  | Finales |  |  |  |  |
|  | Cuartos de final | Cuartos de final |             |    | Finales  | Finales |  |  |  |  |
|  |                  |                  |             |    |          |         |  |  |  |  |
|  |                  |                  |             |    |          |         |  |  |  |  |
|  |                  |                  |             |    |          |         |  |  |  |  |
|  | Toulouse         | 24               |             |    |          |         |  |  |  |  |
|  | Toulouse         | 24               | Castres     | 31 |          |         |  |  |  |  |
|  | Castres          | 5                | Castres     | 31 |          |         |  |  |  |  |
|  | Castres          | 5                | Montpellier | 5  |          |         |  |  |  |  |
|  |                  |                  | Montpellier | 5  | Toulouse | 18      |  |  |  |  |
|  |                  |                  |             |    | Toulouse | 18      |  |  |  |  |
|  |                  | Toulon           | 12          |    |          |         |  |  |  |  |
|  | Toulon           | Toulon           | 12          | 17 |          |         |  |  |  |  |
|  | Toulon           | Clermont         | 12          | 17 |          |         |  |  |  |  |
|  | Racing Métro     | Clermont         | 12          | 6  |          |         |  |  |  |  |
|  | Racing Métro     | Toulon           | 15          | 6  |          |         |  |  |  |  |
|  |                  | Toulon           | 15          |    |          |         |  |  |  |  |

| Bandera de Francia   |
| Campeón Toulouse     |
| Décimo noveno título |